# Thank You, Next
Thank You, Next (Kimler Geldi Kimler Geçti) è una serie televisiva turca diretta da Bertan Basaran, distribuita sulla piattaforma di streaming Netflix dal 9 maggio 2024, con protagonista Serenay Sarıkaya.

## Trama
La bella avvocatessa di successo Leyla Taylan si ritrova coinvolta a lavorare molto brevemente sulla causa di divorzio di Tuba Tepelioğlu, artista velleitaria e miliardaria ex moglie di Cem Murathan, un giovane multimiliardario poco affidabile con già tre matrimoni alle spalle, che sta ristrutturando un hotel di extralusso.

## Episodi
| Stagione         | Episodi | Pubblicazione Turchia | Pubblicazione Italia |
| ---------------- | ------- | --------------------- | -------------------- |
| Prima stagione   | 8       | 2024                  | 2024                 |
| Seconda stagione | 8       | 2025                  | 2025                 |

## Personaggi e interpreti

### Personaggi principali
- Leyla Taylan, interpretata da Serenay Sarıkaya, doppiata da Gemma Donati.
- Cem Murathan, interpretato da Hakan Kurtaş, doppiato da Raffaele Carpentieri.
- Ömer, interpretato da Metin Akdülger, doppiato da Gabriele Sabatini.
- Funda, interpretata da Meriç Aral, doppiata da Ughetta d'Onorascenzo.
- Esra, interpretato da Esra Ruşan, doppiata da Federica De Bortoli.
- Sarp, interpretato da Ahmet Rifat Sungar, doppiato da Danny Francucci.
- Feyyaz, interpretato da Boran Kuzum, doppiato da Emanuele Ruzza.
- Murat, interpretato da Efe Tunçer, doppiato da Gianluca Crisafi.
- Beliz, interpretata da Zeynep Tugçe Bayat.
- Tuba Tepelioğlu, interpretata da Bade Iscil.
- Defne, interpretata da Gülcan Arslan.
- Nil, interpretata da Sümeyra Koç.
- Cihan, interpretato da Cem Guler.
- Balim, interpretata da Nil Sude Albayrak.

### Personaggi secondari
- Esra, interpretata da Gloria Garayua.
- Leyla, interpretata da Stephanie Kerbis.
- Mr. Sümer, interpretato da Dave Wallace.
- Ömer, interpretato da Josh Keaton.
- Funda, interpretata da Jeannie Tirado.
- Feyyaz, interpretato da Ryan Colt Levy.
- Tuba, interpretata da Linsay Rousseau.
- Murat, interpretato da Christopher Swindle.
- Can, interpretato da Tim Dang.
- Oya, interpretata da Kym Miller.
- Leyla, interpretata da Ilkay Tulun.

## Produzione
La serie è creata e scritta da Ece Yörenç, diretta da Bertan Basaran e prodotta da Ay Yapım.

### Rinnovo
Dopo il termine della prima stagione, la serie è stata rinnovata per una seconda e per una terza stagione.

### Riprese
Le riprese della prima stagione sono state effettuate da luglio a settembre 2023 nelle città di Adalia, Bolu e Istanbul. Le riprese della seconda stagione sono state effettuate da giugno ad agosto 2024, mentre quelle della terza stagione da ottobre a dicembre dello stesso anno.

## Distribuzione
La serie viene distribuita sulla piattaforma di streaming Netflix dal 9 maggio 2024: la prima stagione è stata distribuita il 9 maggio 2024, mentre la seconda stagione il 15 maggio 2025.